# Manfred Feist
Manfred Feist (* 6. April 1930 in Halle; † 17. Dezember 2012 in Berlin) war ein deutscher SED-Funktionär und Bruder Margot Honeckers.

## Leben
Manfred Feist wurde am 6. April 1930 als Sohn des Schuhmachers Gotthard Feist (1906–1993) und der Matratzenfabrikarbeiterin Helene Feist (1906–1940) im Glaucha-Viertel in Halle (Saale) geboren. 1947 wurde er Mitglied der SED.
Feist war 1950/51 Instrukteur der SED-Kreisleitung Halle (Saale) und von 1951 bis 1953 Referent, später Oberreferent im Ministerium für auswärtige Angelegenheiten der DDR. Von 1954 bis 1958 war er Abteilungsleiter im Ausschuß für Deutsche Einheit und von 1959 bis 1966 Sekretär der Gesellschaft für kulturelle Verbindungen mit dem Ausland – Liga für Völkerfreundschaft.
Vom 5. März 1956 bis 1961 war er unter dem Decknamen „Schmidt“ Inoffizieller Mitarbeiter des Ministeriums für Staatssicherheit.
Von 1966 bis 1989 war er als Nachfolger von Werner Lamberz Leiter der Abteilung Auslandsinformation im Zentralkomitee der SED (ZK). Er war ebenso Mitglied des Weltfriedensrats und des Präsidiums des DDR-Friedensrats. In beide Ämter wurde er mit Hilfe von Erich Honecker befördert. 1971 wurde er auf dem VIII. Parteitag der SED zum Kandidaten und 1976 auf dem IX. Parteitag zum Mitglied des ZK der SED gewählt. Feist gehörte zu den Organisatoren des Olof-Palme-Friedensmarsches.
Manfred Feist war ab 1995 aufgrund mehrerer Schlaganfälle halbseitig gelähmt. Er starb am 17. Dezember 2012 im Alter von 82 Jahren und wurde auf dem Friedhof Pankow III beigesetzt.
Sein Sohn Peter Feist äußerte in einem Zeitungsinterview, dass sein Vater genau wie Margot Honecker zu keiner Einsicht über ihre Rolle in der DDR fähig gewesen sei.

## Auszeichnungen
- 1974 Orden Banner der Arbeit
- 1970 Vaterländischer Verdienstorden in Silber
- 1980 Vaterländischer Verdienstorden in Gold
- 1981 Orden Banner der Arbeit Stufe I
- 1988 Ehrentitel Held der Arbeit